# Interstate 86 (Idaho)
Interstate 86 (I-86) é uma rodovia interestadual intra-estadual leste-oeste localizada inteiramente no estado de Idaho. Percorre aproximadamente 101 km (63 milhas) desde uma interseção com a I-84 a leste de Declo, no condado rural de Cassia, até uma interseção com a I-15 em Chubbuck, a norte de Pocatello. A rodovia faz parte da rota principal que liga Boise e Twin Falls a Idaho Falls e à região superior do Rio Snake.
A I-86 atravessa uma região escassamente povoada ao longo da margem sul do Rio Snake e é majoritariamente concorrente da US Highway 30 (US-30), que substituiu na década de 1970. Passa por American Falls no seu ponto médio e tem uma rota comercial que serve o centro da cidade. A rodovia também serve o Minidoka National Wildlife Refuge, o Massacre Rocks State Park, a Fort Hall Indian Reservation e o Aeroporto Regional de Pocatello.
A rodovia segue uma seção da histórica Oregon Trail, que foi pavimentado e incorporado na US-30N em 1926. De acordo com a proposta original de numeração para a Interstate Highway System lançada em 1957, a autoestrada deveria fazer parte da Interstate 82N (I-82N), mas em vez disso foi designada como Interstate 15W (I-15W). A primeira seção da rodovia, perto de American Falls, foi concluída em 1959. Outras seções perto de Chubbuck e Pocatello foram abertas em 1968. A I-15W foi renumerada para I-86 em 1978, pouco antes do início da construção de seu trecho final entre Raft River e American Falls. A rodovia foi dedicada e aberta ao tráfego em 11 de outubro de 1985.